# Pseudoamblystegium
Pseudoamblystegium là một chi rêu trong họ Amblystegiaceae.